# Populus
Populus L., 1753 è un genere di piante arboree della famiglia Salicaceae, che comprende una sessantina di specie, originarie perlopiù dell'emisfero settentrionale, comunemente note come pioppi.

## Etimologia
Populus è voce latina (pōpulus, distinto da pŏpulus, "popolo" per via della differente vocale). Una paretimologia comune, già attestata presso gli antichi, lo associa in effetti al popolo (il pioppo come "albero del popolo"). In realtà l'etimo è differente e non ben conosciuto, probabilmente facente parte del sostrato mediterraneo (cfr. greco ἀπελλόν apellón, "pioppo nero").
La parola italiana pioppo deriva da una forma latina volgare o medievale (XII secolo) *ploppus, da cui anche l'emiliano fioppa, l'italiano meridionale chiuppo, il cuneese po(b)bia, il rumeno plop, lo spagnolo chopo e il portoghese choupo, passata anche nel greco di Calabria plûppos (bovese pluppo, fluppo), nell'irlandese pobhuil, nell'albanese plepi, nel tedesco Pappel, nell'antico slavo тополь topolĭ, da cui il meglenorumeno topolǎ e il greco moderno τοπόλι topóli. La forma classica pōpulus è riconoscibile nel veneto povolo.

## Descrizione
L'altezza dei pioppi va dai 15 ai 30 metri e oltre, con fusti che possono superare i 2,5 metri di circonferenza.
La corteccia degli individui giovani è liscia, con colorazioni che vanno dal bianco al verdastro al grigio scuro, spesso ricco di lenticelle; sugli esemplari più vecchi, diviene generalmente rugosa e profondamente fessurata.
I germogli sono robusti e sono presenti le gemme apicali (contrariamente ai "cugini" salici). Le foglie sono disposte a spirale e la loro forma varia da triangolare a circolare o, più raramente, lobata, con lunghi piccioli.
Nelle specie comprese nelle sezioni Populus e Aegiros i piccioli sono appiattiti, sicché il vento può facilmente muovere le foglie dando l'impressione che l'albero "tremi". Le dimensioni delle foglie variano facilmente da individuo a individuo e spesso cambiano colore in autunno diventando gialle o oro.
Si tratta di piante solitamente dioiche, anche se alcune specie sono monoiche; le piante femminili e maschili sono facilmente distinguibili: le prime hanno rami grandi, chiome voluminose e grosse gemme, mentre le altre sono più slanciate e hanno gemme più piccole ma più numerose; queste notevole diversità ha fatto sì che in passato i sessi venissero erroneamente classificati come due specie diverse.
L'età riproduttiva comincia a 10-15 anni. I fiori compaiono all'inizio della primavera e prima delle foglie e sono raccolte in infiorescenze ad amento allungati, pendenti, sessili o peduncolate. Quelli maschili sono più corti e tozzi e compaiono prima di quelli femminili che hanno spighe più lunghe e più pendenti. I frutti sono costituiti da capsule, verdi o bruno-rossicci, e maturano tra metà primavera e metà estate. Contengono numerosi piccoli semi marroncini che poi vengono dispersi dal vento tramite una sorta di pappo (da cui il nome anglosassone di cottontree "albero del cotone").
I pioppi della sezione Aegiros sono diffusi negli ambienti umidi e nelle zone ripariali. Quelli della sezione Populus sono probabilmente le latifoglie più diffuse nell'emisfero boreale.

## Tassonomia
Il genere comprende le seguenti specie:
- Populus adenopoda Maxim.
- Populus alaschanica Kom.
- Populus alba L. - pioppo bianco
- Populus angustifolia E.James - pioppo a foglie strette
- Populus balsamifera L. - pioppo balsamico
- Populus brandegeei C.K.Schneid.
- Populus cathayana Rehder
- Populus ciliata Wall. ex Royle
- Populus deltoides W.Bartram ex Marshall - pioppo deltoide, o pioppo nero americano
- Populus euphratica Olivier - pioppo dell'Eufrate
- Populus fremontii S.Watson - pioppo di Freemont
- Populus girinensis Skvortsov
- Populus glauca Haines
- Populus grandidentata Michx.
- Populus guzmanantlensis A.Vázquez & R.Cuevas
- Populus haoana W.C.Cheng & Z.Wang
- Populus heterophylla L.
- Populus hsinganica Z.Wang & Skvortzov
- Populus ilicifolia (Engl.) Rouleau
- Populus intramongolica T.Y.Sun & E.W.Ma
- Populus kangdingensis Z.Wang & S.L.Tung
- Populus keerqinensis T.Y.Sun
- Populus lancifolia N.Chao
- Populus lasiocarpa Oliv.
- Populus laurifolia Ledeb.
- Populus liaotungensis Z.Wang & Skvortzov
- Populus luziarum A.Vázquez, Muñiz-Castro & Padilla-Lepe
- Populus macrocarpa (Schrenk) Pavlov & Lipsch.
- Populus mainlingensis Z.Wang & S.L.Tung
- Populus mandschurica Nakai
- Populus mexicana Wesm.
- Populus minhoensis S.F.Yang & H.F.Wu
- Populus nakaii Skvortsov
- Populus nigra L. - pioppo nero
- Populus ningshanica Z.Wang & S.L.Tung
- Populus primaveralepensis A.Vázquez, Muñiz-Castro & Zuno
- Populus pruinosa Schrenk
- Populus pseudoglauca Z.Wang & P.Y.Fu
- Populus pseudomaximowiczii Z.Wang & S.L.Tung
- Populus pseudosimonii Kitag.
- Populus qamdoensis Z.Wang & S.L.Tung
- Populus qiongdaoensis T.Hong & P.Luo
- Populus rockii (Rehder) H.L.Yang
- Populus schneideri (Rehder) N.Chao
- Populus shanxiensis Z.Wang & S.L.Tung
- Populus simaroa Rzed.
- Populus simonii Carrière
- Populus suaveolens Fisch. ex Poit. & A.Vilm.
- Populus szechuanica C.K.Schneid.
- Populus tremula L. - pioppo tremolo
- Populus tremuloides Michx.
- Populus trinervis Z.Wang & S.L.Tung
- Populus tristis Fisch.
- Populus usbekistanica Kom.
- Populus wenxianica Z.C.Feng & J.L.Guo
- Populus wilsonii C.K.Schneid.
- Populus wuana Z.Wang & S.L.Tung
- Populus xiangchengensis Z.Wang & S.L.Tung
- Populus yatungensis (Z.Wang & P.Y.Fu) Z.Wang & S.L.Tung
- Populus yunnanensis Dode

Sono inoltre noti i seguenti ibridi:
- Populus × acuminata Rydb.
- Populus × berolinensis K.Koch
- Populus × brayshawii B.Boivin
- Populus × canescens (Aiton) Sm.
- Populus × canadensis Moench
- Populus × generosa A.Henry
- Populus × hastata Dode
- Populus × heimburgeri B.Boivin
- Populus × hinckleyana Correll
- Populus × hopeiensis Hu & H.F.Chow
- Populus × inopina Eckenw.
- Populus × jackii Sarg.
- Populus × kashmirica A.K.Skvortsov
- Populus × parryi Sarg.
- Populus × pseudotomentosa Z.Wang & S.L.Tung
- Populus × rasumowskiana (R.I.Schröd. ex Regel) Dippel
- Populus × rollandii Rouleau
- Populus × rouleauana B.Boivin
- Populus × smithii B.Boivin
- Populus × steiniana Bornm.
- Populus × tomentosa Carrière
- Populus × xiaohei T.S.Hwang & Liang
- Populus × yuana Z.Wang & S.L.Tung

## Usi
Il pioppo è l'albero più usato nell'industria cartaria per le sue caratteristiche, quali la elasticità e la leggera qualità.
Come l'abete, viene usato per produrre le casse armoniche dei pianoforti.
Il legno di pioppo è stato usato da Leonardo da Vinci per dipingere la sua celebre Monna Lisa.
Dal pioppo deriva il nome volgare di uno fra i più apprezzati funghi commestibili: il piopparello, coltivabile su ceppi di pioppo.

## Coltivazione
Il pioppo ha una parte fondamentale nel settore dell'arboricoltura da legno: viene infatti impiegato per vari usi come la fabbricazione di fogli e pannelli di compensato per produzione di mobili, cassette da imballaggio, fiammiferi, carta e cippato per biomassa. Apprezzato anche per motivi ornamentali, viene impiegato nei parchi, nei giardini e nei viali delle città. Lo si può trovare in tutta Europa fino al Circolo polare, nell'America settentrionale, in Asia e nell'Africa del Nord.
La coltivazione dei pioppi richiede molta luce e acqua; inoltre, vogliono un terreno sciolto, moderatamente fertile, umido a sufficienza e non amano il ristagno dell'acqua. Molte specie ed in particolare i genotipi coltivati sono caratterizzati da crescita rapidissima, se confrontati con altre specie impiegate in arboricoltura da legno; con buoni accorgimenti in coltura e una corretta difesa fitosanitaria (tesa soprattutto a difendere le piante da insetti quali punteruolo, crisomela e saperda e dagli attacchi fungini all'apparato fogliare quali ruggini e bronzatura o Marssonina brunnea) la pianta raggiunge un diametro commerciale a 9-12 anni
La loro moltiplicazione in natura avviene per seme e per polloni, mentre nei vivai, per scopi commerciali si preferisce la moltiplicazione per talea e per astone che permettono il mantenimento dell'identità clonale.
Nelle piantagioni per produzione di legno da industria, con durata decennale, i pioppi vanno messi a dimora a una distanza gli uni dagli altri di circa 6 x 6 m con sesti preferibilmente in quadro, che permettono uno sviluppo omogeneo del tronco. sesti rettangolari o più complessi sono previsti ma sconsigliati. Le coltivazioni oggi sono monospecifiche e monoclonali ma gli impianti possono essere realizzati anche con cloni differenti e con specie differenti. I modelli principali che prevedono la consociazione del pioppo con altre specie prendono il nome di 'Policiclici' e di 'Agroforestry'.
La pioppicoltura praticata in Italia, finalizzata principalmente alla produzione di pannelli di legno compensato, prevede turni di coltivazione compresi fra i 9 e i 12 anni; dopo l'abbattimento il terreno potrà essere usato per piantare altri pioppi oppure usato per altre colture, previa asportazione o trinciatura delle ceppaie.
Per scopi ornamentali, vengono usate prevalentemente specie autoctone e più rustiche come P. alba e P. nigra; quest'ultimo ha anche una varietà ornamentale, p, nigra var. italica, dall'aspetto fastigiato
In natura il pioppo può arrivare a vivere fino a 100-150 anni.

### La pioppicoltura in Italia
I pioppeti sono i luoghi in cui si coltivano i pioppi.
Nell'ultimo censimento del 2000 risultavano in Italia 83.368 ettari di pioppeti divisi in 25.022 aziende agricole (3,33 ha per azienda). A fianco di questa pioppicoltura vi sono 35.000 ettari di pioppeti non inserita nelle aziende agricole. Dunque il totale pioppeti in Italia ammonta a poco meno di 120.000 ettari.
Questa superficie è però in diminuzione dagli anni settanta, in cui le pioppete inserite nelle sole aziende agricole ammontavano a 150.000 ettari.
Più del 70% delle pioppete in Italia sono situate nella Pianura Padana. Qui la diminuzione delle pioppete è stata più marcata, con una riduzione di superfici in azienda che va da 65.000 ettari dei primi anni ottanta agli attuali 35.000 ettari. Con una superficie totale che è passata dai 96.000 ettari del 1980 ai 70.000 ettari della fine degli anni novanta.
Ogni ettaro di pioppeta produce mediamente 15 tonnellate di legno ogni anno. La quantità totale di legname dei pioppeti si aggira sul 45-50% dell'intera produzione nazionale di legname.
La pioppicoltura è l'unico esempio di arboricoltura degno di nota in Italia.

### Clonazione
In Italia, la clonazione di questo tipo di albero avviene sotto lo stretto controllo della Commissione Nazionale per il Pioppo che classifica i cloni in un apposito registro (il Registro nazionale dei cloni forestali) perché sia certificata la corretta identità e la caratteristica di un clone di questo albero.
La registrazione avviene dopo la compilazione di una scheda dove vengono indicate tutte le caratteristiche morfologiche, biologiche e tecnologiche dei cloni che, dopo un attento esame da parte della commissione, vengono ufficialmente registrati. In campo internazionale, del pioppo si occupa la International Poplar Commission, emanazione della FAO.

### Alcune specie coltivate in Italia
Sezione Leuce:

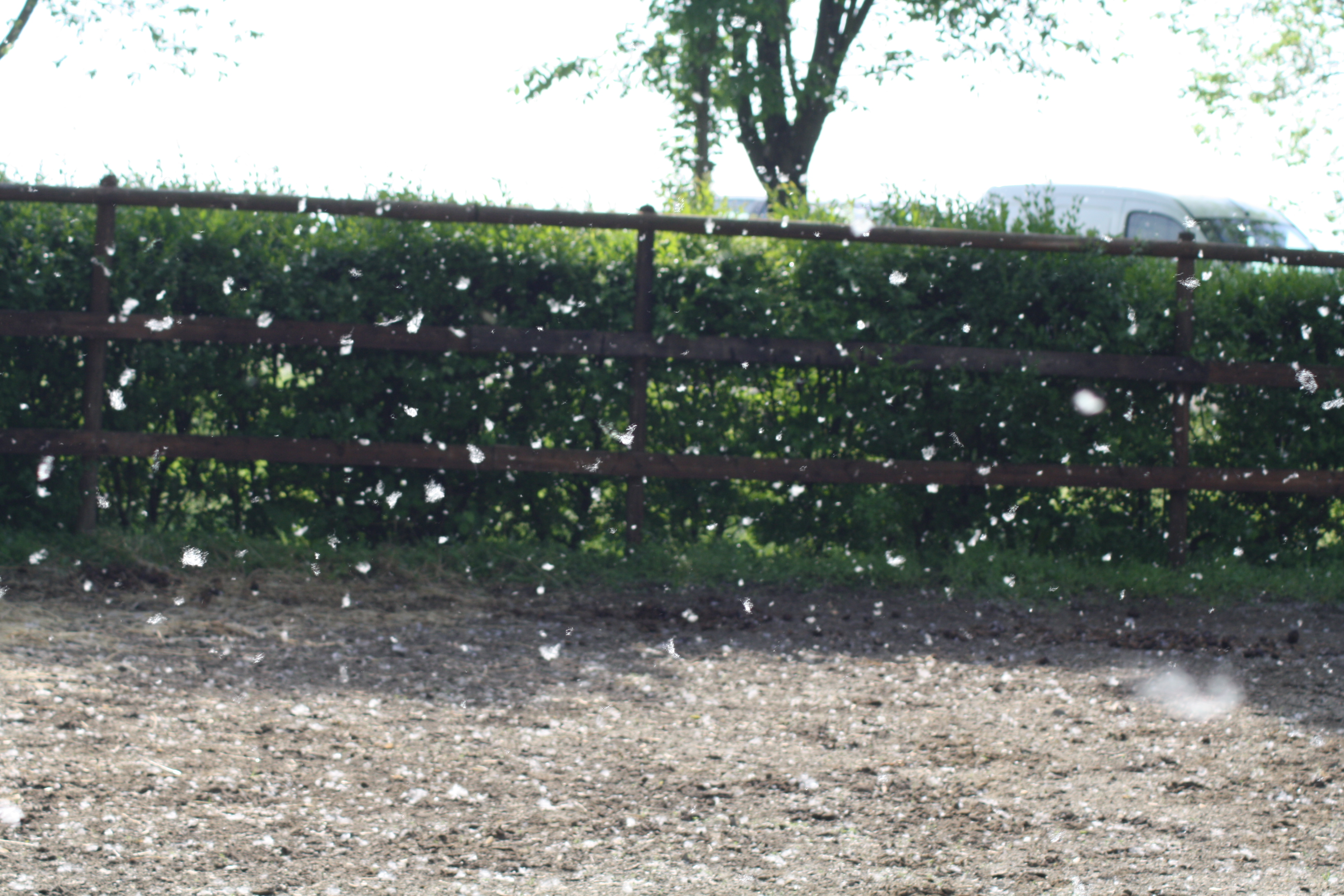
"Fioritura" dei pioppi. I pappi danzano nell'aria

- Populus alba – pioppo bianco che in condizioni ottimali può raggiungere anche 30 m di altezza e un diametro di 1,20 m; di bell'aspetto e molto decorativo, con chioma arrotondata e fusto sia dritto sia ramificato e sinuoso. Ha rami robusti che partono a breve altezza dal terreno e le sue foglie sono di forma ovale, la corteccia di colore da bianca a grigio-verdastra è liscia da giovane e diventa ruvida col passare del tempo. Questa specie cresce spontaneamente anche in quasi tutta l'Europa, nell'Africa settentrionale e in Asia. In Italia si trova sulle Alpi fino a 1.200 m di altitudine e sugli Appennini fino a 1.400 m.
- Populus candicans – specie che può raggiungere fino a 34 m di altezza. Ha chioma grande e arrotondata, produce gemme molto resinose, e le nuove foglie hanno un gradevole profumo balsamico. Questo tipo di pioppo che viene coltivato soprattutto nell'Europa centrale, non è largamente usato per via del cancro del pioppo (Bacterium tumefaciens) da cui viene facilmente colpito.

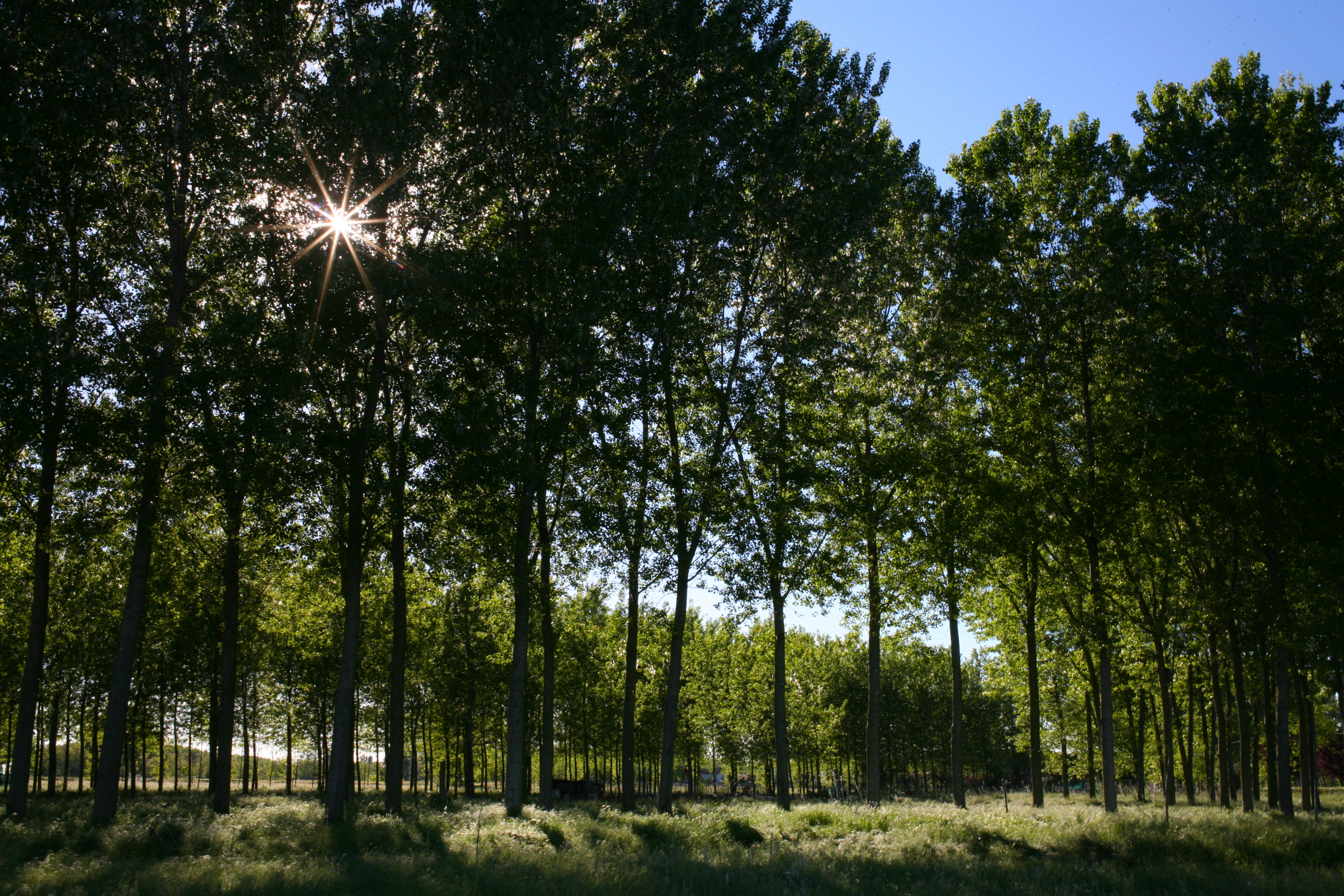
Un pioppeto nei pressi di Pavia

- Populus canescens – è di struttura e altezza meno appariscente del Populus candicans, la sua classificazione è contrastante: alcuni coltivatori lo classificano come specie a sé stante, altri come un ibrido tra il pioppo bianco e il pioppo tremolo, mentre altri ancora pensano che sia una varietà del pioppo bianco, col quale viene erroneamente confuso. Ha foglie leggermente dentate che si presentano nei rami più lunghi (turionali) di forma ovale e grigiastre sul retro, mentre quelle dei rami più corti (brachiblastali), sono irregolarmente dentellate e presentano un lungo picciuolo. Questa specie di pioppo si può trovare in tutta Europa. La sua corteccia è liscia, grigio-giallastro e invecchiando assume un aspetto solcato e ruvido. Le sue chiome hanno forma arrotondata.
- Populus tremula – o pioppo tremolo, cresce in tutta Europa, ma lo si può trovare anche in alcune zone dell'Africa del nord. In Italia è presente sulle Alpi fino a un'altitudine di 1.600 m e sugli Appennini fino a 1.800 m; in alcune zone inoltre lo si può trovare anche a poche centinaia di metri dal mare. La sua altezza si aggira sui 20–25 m, ha fusto diritto e slanciato e una chioma di forma globulare, le sue foglie turionali sono ovali e appuntite, con picciolo a forma cilindrica, mentre le brachiblastali hanno forma tondeggiante con picciolo leggermente schiacciato ai lati che le rende particolarmente mobili al minimo soffio di vento. Questa specie di pioppo si contraddistingue per via dell'impossibilità di moltiplicazione per talea. In Italia se ne conoscono attualmente tre varietà: dodeana, con foglie molto dentellate; australis con foglie arrotondate e piccole; villosa con foglie che da giovani si presentano pelose.

Sezione Aigeiros:

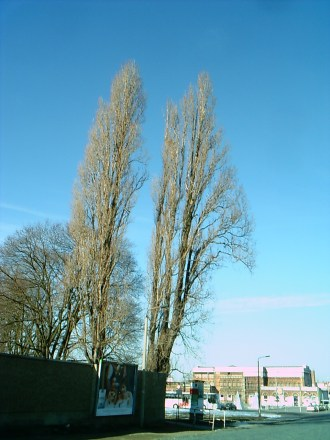
Alberi di pioppo in inverno

- Populus euroamericana – con questo nome sono raggruppati tutti gli ibridi nati dagli incroci tra i pioppi neri europei (Populus nigra) e i pioppi neri americani (Populus deltoides), in Italia meglio conosciuti come "pioppi canadesi". I cloni selezionati di questi ibridi vengono denominati con nomi di fantasia o numeri o sigle. Molto apprezzati alcuni cloni selezionati in Italia (uno fra tutti è l'"I-214") che ha una buona crescita tanto da raggiungere fino a 35 cm di diametro in soli 10 anni di vita e un'altezza di circa 30 m; produce un ottimo legname e ha una buona adattabilità. Lo si può trovare copiosamente nella Pianura Padana dove è coltivato per fornire legname alle industrie della zona.
- Populus nigra – è il pioppo nero di forma piramidale o arrotondata con fusto diritto e portamento eretto, che può raggiungere i 25 m di altezza e 1 m di diametro. La sua corteccia è marrone-grigia, liscia in gioventù che diventa poi ruvida e screpolata in vecchiaia. Le sue gemme sono vischiose e assumono un gradevole profumo balsamico. I rami giovani possono essere sia rossastri sia verdi e a seconda della varietà pelosi, le foglie brachiblastali hanno un colore verde brillante dentellate al margine e appuntite di forma triangolare e le turionali sono a forma di lamina lunga circa 8 cm. Il pioppo nero viene suddiviso in molteplici varietà difficilmente distinguibili tra loro a causa delle varie forme assunte similari tra di loro.
- Populus nigra Italica o P. nigra pyramidalis – detto volgarmente pioppo cipressino, è una cultivar più che una specie a sé stante: tuttavia resta una pianta molto apprezzata come ornamento poiché può raggiungere i 30–35 m di altezza. I suoi rami sono numerosi, piccoli e si possono trovare già alla base del fusto che ha una corteccia molto rugosa e screpolata. Le foglie turionali sono grandi e arrotondate alla base mentre quelle brachiblastali sono piccole, ovali e dentellate. Questa varietà si è sviluppata spontaneamente in Lombardia, tanto da assumere in inglese il nome di Lombardy Poplar, e viene usato solo per scopi ornamentali, tramite la moltiplicazione per talea in quanto questo tipo di pioppo è una varietà solo maschile, da non confondersi con altre varietà orientali come la thevestina, composta solo da varietà femminile.